# ルキウス・ポストゥミウス・メゲッルス (紀元前305年の執政官)
ルキウス・ポストゥミウス・メゲッルス（ラテン語: Lucius Postumius Megellus、紀元前345年頃 - 紀元前260年頃）は共和政ローマのパトリキ（貴族）出身の政治家・軍人。傲慢で高圧的な性格であったと言われ、執政官（コンスル）を三度務め、第三次サムニウム戦争における、ローマの主要な指導者の一人であった。

## 人物
パトリキであるポストゥミウス氏族の出身。ポストゥミウス氏族は所謂「プレブスの身分闘争」（紀元前494年 - 紀元前287年）において、プレブスの政治的権利を制限しようとする最右翼に立っていた。メゲッルス自身も、ローマ市民やプレブス出身の同僚に対して高圧的、抑圧的であったとされる。彼の政治キャリアは進行中のサムニウム戦争と密接に結びついており、ときにはその勝利を利用して法律を無視することもあった（紀元前342年のゲヌキウス法（en）で、同一の高位職に10年以内に再任してはならないとされていたが、二度目の執政官から3年後に三度目の執政官に就任している）。

## 経歴

### 初期のキャリア
メゲッルスが初めて高位職についたのは、紀元前307年に上級按察官（アエディリス・クルリス。公共建築、祭儀の管理を行う職で将来的にはコンスルに就任するには必ず通らねばならない公職と位置づけられていた）に就任したときであり、リキニウス・セクスティウス法に反して公有地を占有しようとした人々に多額の罰金を課した（同法では500ユゲラ（約120ヘクタール）以上の土地の保有は禁止されていた）。このとき集めた罰金で、メゲッルスはウィクトーリア神殿を建設することを約束し、それは紀元前294年に実現している。

### 最初の執政官
紀元前305年には執政官に就任。この年は第二次サムニウム戦争の最終盤であった。同僚執政官のティベリウス・ミヌキウス・アウグリヌスと共にメゲッルスも軍を率い、ティトゥス・リウィウスによれば、ボヴィアヌムの戦いに勝利し、ボヴィアヌム（現在のボヤーノ）を占領した。ローマに戻る途中、両執政官はソラ、アルピヌム（現在のアルピーノ）、ケレンニアを占領した。リウィウスによると、メゲッルスは凱旋式を実施したとするが、凱旋式のファスティにはその記録は無い。ボヴィアヌムを占領されたサムニウムは講和を求め、翌紀元前304年に第二次サムニウム戦争は終結した。

### プロプラエトル
紀元前298年になると、南のサムニウム、北のエトルリア、ウンブリア（en）、ガリアが同盟してローマと敵対関係が生まれ、これら同盟軍による侵略が差し迫った脅威となり、経験のある軍人が必要となった。しかし、ゲヌキウス法の制限（10年以内に同一職に再任できない）のためメゲッルスは執政官にはなれず、プロプラエトル（前法務官）としてインペリウム（軍事指揮権）を持つこととなった（privatus cum imperio）。メゲッルスは1個軍団を率いて、ティブル川（テヴェレ川）右岸の「アゲル・ウァティカヌス」に駐屯した。センティヌムの戦いに終わる一連の作戦の一環として、メゲッルスはエトルリア、特にクルシウム（en）付近にいる軍を攻撃するよう命令された。但し、実際には戦闘には至らなかったようで、やがてローマに戻って彼の軍団は解散された。

### 二度目の執政官
翌紀元前294年に二度目の執政官に就任。メゲッルスは南部戦線を担当した。サムニウムの幾つかの街を占領したが、アプリア（現在のプッリャ州中・北部）で敗北し、彼自身も負傷して少数の兵と共にルケリア（en）へ敗走した 。ローマに戻って傷を癒しつつ、上級按察官に貯めていたリキニウス・セクスティウス法違反の罰金を使ってウィクトーリア神殿を建立した。負傷から回復すると、再びサムニウムに対する作戦に復帰し、ミリオニアとフェレンティヌム（現在のフェレンティーノ）を占領した。他方、メゲッルスはエトルリアで作戦を行ったとする資料もあるが、現代の歴史家はこれを信じていない。軍事作戦の季節が終了すると、メゲッルスはサムニウムに対する勝利を祝って凱旋式を実施した。この凱旋式は、彼の元老院の政敵が、彼の戦線離脱を理由に凱旋式実施の資格はないと反対したことで有名である。政敵による反対を無視し、それまでの慣習であった元老院の許可も得ずに、メゲッルスは凱旋式を実施したが、当然ながら彼に対する敵意も増加した。
メゲッルスが執政官の任期を終えた翌紀元前293年、護民官の一人であったマルクス・コンティウムは執政官時代のメゲッルスの行為に対して、裁判を起こそうとした。しかし継続するサムニウム戦争の危機に対処するためには、彼の軍事的能力が極めて求められた。結果として、彼は執政官スプリウス・ カルウィリウス・マクシムスのレガトゥス（高級士官）に任命され、作戦の終了まで起訴は延期されることとなった。しかしながらスプリウス・ カルウィリウスの勝利、特にメゲッルスが活躍したアクイロニアの戦いでの勝利のため、裁判は結局実施されなかった。彼の敵対者も、その人気のために、メゲッルスは無罪となるであろうと判断したためである。

### 三度目の執政官
紀元前292年の末、メゲッルスはクリア民会開催と執政官選挙のためにインテルレクス（任期5日間の最高責任者）に任命された。この際、サムニウム戦争にほぼ勝利したという事実に自信を持ち、メゲッルスは自身を候補者とするという通常ではないことを行った。これは高位公職には10年たたないと再任できないとするゲヌキウス法に違反していた。
選挙に勝利し、紀元前291年の執政官となると、最初に行ったのは各方面の指揮官の決定を待たず（慣例によりくじ引きで決定されていた）、彼自身をサムニウム戦線の司令官とすることであった。同僚執政官のガイウス・ユニウス・ブブリクス・ブルトゥスはこれに反対したが、拒否権は行使しなかったため、結局はこの要求は受け入れられた。サムニウムの抵抗はほぼ終了しており、前年の執政官クィントゥス・ファビウス・マクシムス・グルゲスがプロコンスルとしてそのまま軍を率いていたにもかかわらず、メゲッルスは軍の編成を行い、サムニウム国境に軍を進めた。
この2年間に、メゲッルスはサムニウムの未調査の土地を多量に取得しており、これは法的には公有地とみなされるものだったが、彼は自分自身のものであるかのように取り扱っていた。サムニウムに入ってもコミニウムを包囲視しているグルゲスに直ちに合流はせず、2,000の兵を用い、かつかなりの時間を割いて土地調査を行った後に、ようやく合流した。ハリカルナッソスのディオニュシオスによれば、嫉妬心からグルゲスがコミニウムを攻略するのを妨げようとしたとのことである。
コミニウムに近づくと、メゲッルスは書簡でグルゲスに対し、サムニウムから撤退するように命じた。しかしグルゲスは、軍の指揮権は元老院から与えられたものであるとしてこれを拒否し、元老院に彼の指揮権の確認を求めた。元老院は代理人をメゲッルスに送り、元老院の命令を無視するべきでないと伝えた。これに対しメゲッルスは、その代理人に対して、彼がローマ執政官としての業務を実行する限り、元老院に命令するのは執政官であり、元老院は執政官に対してどう業務を実行するか指図すべきではないと答えた。その後メゲッルスはコミニウムまで行軍し、グルゲスに対して彼の指揮下に入るように強制した。グルゲスはこれに従うしかなく、メゲッルスは両者の軍の指揮権を獲得し、グルゲスをローマに送り返した。コミニウムは直ちに陥落し、続いてヒルピニ族に対する作戦を実施し、ウェヌシア（現在のヴェノーザ）を占領した。
ウェヌシアを占領したメゲッルスは、元老院に対してそこをローマの植民地にすることを推奨した。元老院はこれを受け入れたが、メゲッルスの政敵であるファビウス氏族がこれに干渉し、植民者に対して土地を分配し、植民地建設を監督する責任者としての役割は、メゲッルスに与えなかった。激怒したメゲッルスは、戦利品がローマの国庫に入らないように、彼の兵士達に全てを分配した。さらには、彼の後継者が到着する前に、軍を解散してしまった。ローマに戻ったメゲッルスは凱旋式の実施を要求したが、元老院はこれを拒否した。このため市民の支援を求めたが、熱心な支援は得られなかった。続いて護民官の支援を求めたが、賛成したのは3人で、残り7人は反対であった。元老院は、コミニウム攻略の立役者として、前任者のグルゲスに凱旋式を実施させた
彼の横暴な行動のために、紀元前290年に執政官職を離れると、メゲッルスは二人の護民官から、自分の土地に軍隊を留め置いたということで起訴された。彼は全33トリブス（行政区画）から有罪とされ、500,000アスに罰金が課されたが、これはそれまでにローマ市民に課された最高額であった。

### 検証
リウィウスの記述にもディオニュシオスの記述にも、メゲッルスの凱旋式に関して混乱がある。メゲッルスが凱旋式を求め元老院がこれを拒否、メゲッルスは護民官を利用、といった非常に類似した話が、紀元前294年と紀元前291年に繰り返されている。現在の学者は、
- a) 実際には何れかの年、おそらくは紀元前294年の話が（メゲッルスは紀元前294年、グルゲスは紀元前291年に凱旋式を実施している）、混乱して記載されている、あるいは
- b) 2つの似たエピソードが混同されている。メゲッルスは紀元前294年に元老院の反対にもかかわらず凱旋式を実施した。彼は同じように紀元前291年にも凱旋式を求めたが、前回と異なり、彼がローマに戻る前に彼の軍は既に解散されており、護民官も凱旋式を拒否した。紀元前291年の終わりまでには戦争は実質的には終了しており、メゲッルスの常軌を逸した行動を認める必要もなくなっていた。彼にさらに打撃を与えるため、元老院は彼が解任したグルゲスに凱旋式を実施させた。

### その後
記録にあるメゲッルスの最後の公的活動は紀元前282年、ルカニア（en）とブルティウム（en）からの攻撃に苦しむマグナ・グラエキアのギリシア人都市トゥリオイ（en）がローマに助けを求めて来た際のことである。ローマはマグナ・グラエキア最大の都市ターレス（現在のターラント）の湾内に船を進めたが、ターレスはこれを条約違反とみなした。このため、ローマ船を攻撃し、さらにはトゥリオイを攻撃、そこに住んでいたローマ人を捕虜とした。ローマはメゲッルスをターレスに送り、捕虜の解放を要求し、またターレスの攻撃的姿勢を止めるように要求した。メゲッルスの要求は拒否されただけでなく、通常大使に対して払われるべき敬意も払われなかった。ターレス人は、彼のトーガ、不完全なギリシア語を嘲笑し、街から追い出し、さらには排尿までしてみせた。このターレスの行為がピュロス戦争の引き金となった。

## 家族
父はルキウス、祖父はスプリウスで、メゲッルスには少なくとも息子が一人おり、やはりルキウス・ポストゥミウス・メゲッルスという名前で、第一次ポエニ戦争の3年目にあたる紀元前262年に執政官を務めている。

## 参考資料

### 古代資料
- ティトゥス・リウィウス『ローマ建国史』
- Dionysius of Halicarnassus, Roman Antiquities

### 現代の研究書
- Forsythe, Gary, A Critical History of Early Rome from Prehistory to the First Punic War (2005)
- Oakley, S. P., A Commentary on Livy, Books 6-10 Vol. IV (2007)
- Salmon, E. T., Samnium and the Samnites, (2010)
- Broughton, T. Robert S., The Magistrates of the Roman Republic, Vol I (1951)
- Smith, William, Dictionary of Greek and Roman Biography and Mythology, Vol II (1867).
- Arnold, Thomas, History of Rome (1840)